# Severino Varela
Severino Varela Puente (Montevideo, 14 settembre 1913 – Montevideo, 29 luglio 1995) è stato un calciatore uruguaiano.

## Carriera
Famoso per giocare indossando un basco, è stato uno dei più prolifici attaccanti sudamericani degli anni trenta e quaranta. Divenuto professionista nel 1932 nel River Plate di Montevideo, passò quindi al Peñarol nel 1935. Fece parte della formidabile formazione aurinegra che vinse quattro titoli uruguaiani consecutivi dal 1935 al 1938, prima di passare nel 1943 in Argentina al Boca Juniors.
Tornò al Peñarol nel 1946, con cui chiuse la carriera l'anno seguente.
Con la nazionale uruguaiana vinse l'edizione 1942 del Campeonato Sudamericano (attuale Coppa America). Con 15 goal (realizzati complessivamente in tre edizioni) è il terzo miglior realizzatore della storia del torneo, dietro all'argentino Méndez e al brasiliano Zizinho.

## Palmarès

### Club
- Campionato uruguaiano: 4

Peñarol: 1935, 1936, 1937, 1938
- Campionato argentino: 2

Boca Juniors: 1943, 1944

### Nazionale
- Coppa America: 1

Uruguay 1942